# Botryobasidium sublaeve
Botryobasidium sublaeve ist eine Ständerpilzart aus der Familie der Traubenbasidienverwandten (Botryobasidiaceae). Sie bildet resupinate, spinnwebartige Fruchtkörper aus, die auf Totholz wachsen. Das Verbreitungsgebiet von Botryobasidium sublaeve liegt auf Taiwan. Eine Anamorphe der Art ist nicht bekannt.

## Merkmale

### Makroskopische Merkmale
Botryobasidium sublaeve besitzt weiße, gespinstartige Fruchtkörper, die resupinat (also vollständig anliegend) auf ihrem Substrat wachsen und unter der Lupe leicht netzartig erscheinen.

### Mikroskopische Merkmale
Wie bei allen Traubenbasidien ist die Hyphenstruktur von Botryobasidium sublaeve monomitisch, besteht also nur aus generativen Hyphen, die sich rechtwinklig verzweigen. Die Basalhyphen sind hyalin, 5–8 µm breit, dünn- bis leicht dickwandig und nicht inkrustiert. Die 5–8 µm dicken Subhymenialhyphen sind hyalin, dünnwandig und cyanophil. Die Art verfügt wie viele andere Arten der Gattung weder über Zystiden noch über Schnallen. Die sechssporigen Basidien der Art wachsen in Nestern, werden 20–21 × 7–8 µm groß und sind langzylindrisch geformt. Die Sporen sind ellipsoid bis einförmig und meist 6–7 × 3–4 µm groß. Sie sind glatt, hyalin und dünnwandig.

## Verbreitung
Die bekannte Verbreitung von Botryobasidium sublaeve umfasst lediglich Taiwan.

## Ökologie
Botryobasidium sublaeve ist ein Saprobiont, der morsches Totholz besiedelt. Die Substrate der Art wurden bislang nicht näher bestimmt, sie wurde in gemischten Ständen der Taiwanie (Taiwania cryptomerioides), der Sicheltanne (Cryptomeria japonica) und verschiedenen Arten der Hemlocktannen (Tsuga spp.) gefunden.